# فرودگاه بهرگان
فرودگاه فلات قاره بهرگان در شهرستان دیلم استان بوشهر قرار دارد.